# 読売旅行
株式会社読売旅行（よみうりりょこう）は、日本の旅行会社で、読売新聞東京本社の100%出資子会社。略称はYTS（YOMIURI TRAVEL SERVICE）。読売旅行グループの一員。

## 概要

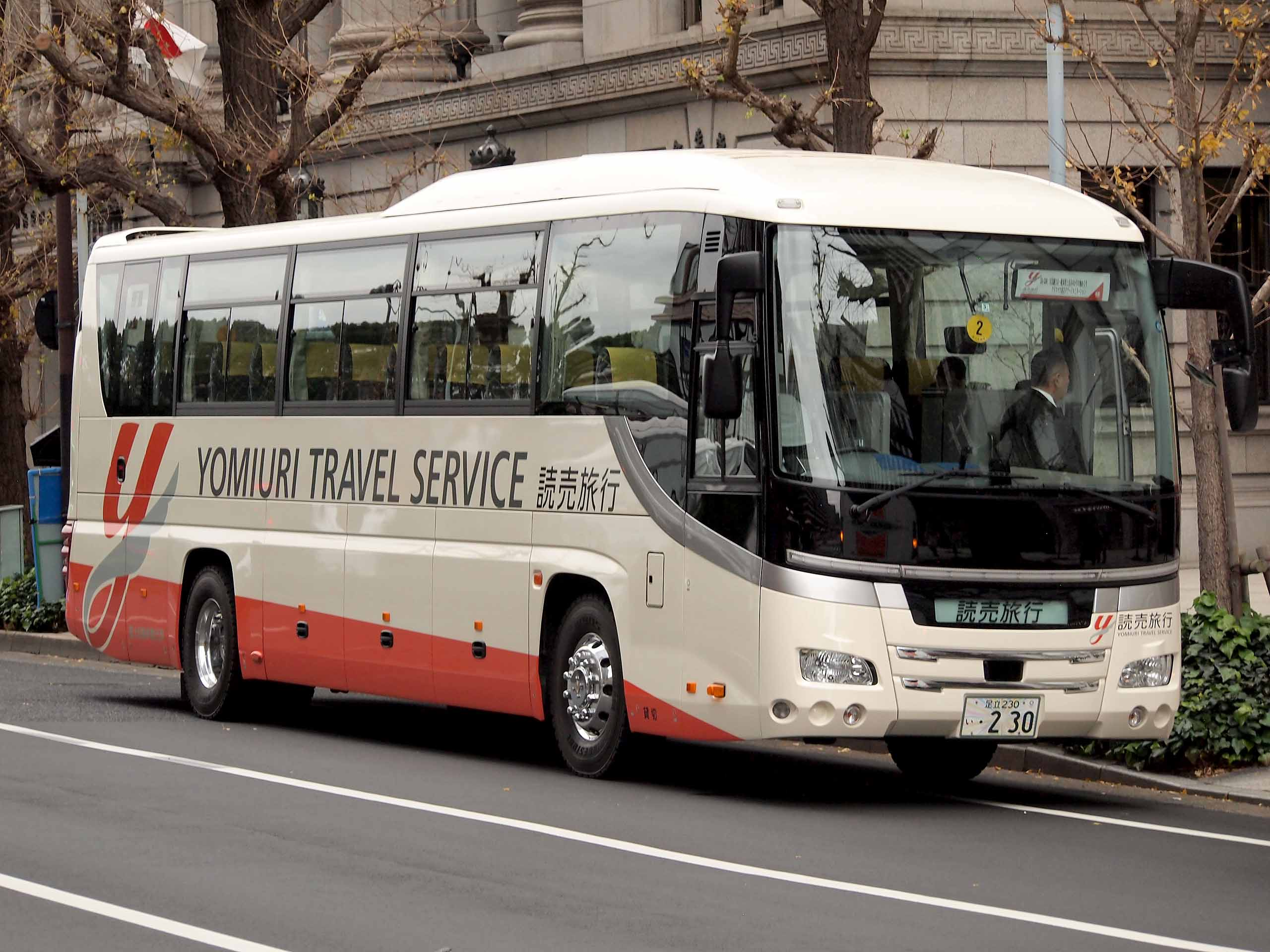
読売旅行のカラーリングを施された観光バスの例

読売新聞の読者サービスとして設立された。地域密着型の営業を展開している。一般大衆向けパックツアーの草分け的存在で、南極クルーズなど、商品構成にも特徴がある。
バスツアーでは、都市圏の主要駅はもちろん、身近な公共施設や交通の不便な地方都市からもツアーを設定しており、北は北海道から南は沖縄まで全国展開をしていたこともある。
従来の新聞折込チラシを中心とした販売手法を続けており添乗員付きのバス旅行商品が多く地方では健在。また、読売新聞社とタイアップした読売ロマンの旅がある。読売グループの強みを活かした、東京ドームでのプロ野球観戦ツアーや、例年奈良国立博物館で開催される正倉院展ツアー、読売巨人軍海外キャンプや優勝旅行、読売日本交響楽団やNHK交響楽団の海外演奏旅行、米メジャーリーグの観戦ツアーなどの国際的イベントも取り扱う。2016年、バス運賃事前届出違反に関与して処分を受けた事に伴い、全社でのコンプライアンス面の再構築に取り組んだ。あわせて地方拠点の再編を進め、2004年に106あった店舗は2019年8月現在32になっている。近年では、急成長するWEB販売に対応するため、ホームページリニューアルなどのWEBへの取り組みをいっそう加速している。

## 沿革
- 1962年（昭和37年）- 株式会社読売旅行会として設立（資本金300万円、全額読売新聞社出資）。
- 1966年（昭和41年）- 運輸大臣登録一般旅行業第91号として認可される。 旅行読売出版社発行の旅行専門誌「旅行読売」創刊。
- 1970年（昭和45年）- 大阪支社が大阪万国博覧会事務局開設。
- 1971年（昭和46年）- 株式会社読売旅行に改称、社旗制定。
- 1972年（昭和47年）- IATA（国際航空運送協会）公認代理店となり、国際航空券の発券開始。
- 1994年（平成6年）- 新社屋完成。
- 1996年（平成8年）- ヨミウリ・ツアコン大阪を設立、インターネットで旅行情報発信。
- 1997年（平成9年）- 読売旅行アクティブを設立。後に廃業。
- 1999年（平成11年）- 中時読売旅行社を台湾・中国時報社と設立。後に閉鎖。
- 2001年（平成13年）- 資本金1億円に増資。
- 2008年（平成21年）11月26日 - 風景写真を無断でチラシなどに掲載したとして、著作権法違反の疑いで、警視庁生活経済課により当社本社など4カ所が家宅捜索を受ける。
- 2011年（平成23年）- 当社が無許諾で写真を旅行パンフレットなどに掲載していた事件で、東京区検は1月28日、著作権法違反の罪で法人としての当社を起訴。東京簡裁は同日罰金100万円の略式命令を下した。
- 2012年（平成24年） - 当社が2010年及び2011年に取り扱った旅行契約の中で、道路運送法の規定に違反した貸切バスを手配・旅行を実施し、旅行業界全体の信用を失墜させるものであるとして、観光庁より注意（注意書）を受ける。[2]
- 2013年（平成25年）
  - 3月 - 農協観光と委託受託契約を締結。
  - 福利厚生運営代行の株式会社ベネフィット・ワンでの旅行商品取扱いを開始。
  - 日本旅行と委託契約を締結。
  - 台湾観光局（台湾政府交通部観光局）と「台湾送客拡大計画」を締結し提携強化を行う
  - 9月14日 - 日本旅行業協会主催のツアーグランプリ2013の国内訪日部門で、観光庁長官賞を受賞[3]。
  - 11月 - 豪華客船ぱしふぃっくびいなすをチャーターした九州一周の船旅を実施（横浜・神戸発着）。
  - 春日部営業所、熊谷営業所と河内八尾営業所の3店舗を統合[4][5][6]。
- 2014年（平成26年）- 厚木営業所と沼津営業所の2店舗を統合[7][8]。
- 2015年（平成27年）
  - 堺営業所と呉営業所の2店舗を統合[9][10]。水戸営業所を移転。
  - 8月 - 東京ドーム巨人戦観戦ツアーで、帝京平成大学×読売旅行企画ツアーを実施[11]。
- 2016年（平成28年）
  - 川越営業所と田辺営業所の2店舗を統合移転[12][13]
  - 9月24日 - ツアーコンダクター・オブ・ザ・イヤー2016で会長賞受賞[14]
  - 12月 - 観光庁は、貸切バスを利用した旅行で下限運賃を下回る運賃・料金でバスを貸し切り、道路運送法第9条の2第1項に違反したとして、山口営業所及び高岡営業所における14日間の旅行業務停止を命じる行政処分を課した[15]。
- 2017年（平成29年）
  - 1月25日 -「長崎・雲仙仁田峠ミヤマキリシマと「幸せの黄色い王国」福袋付きカーネション列車と島原半島7大ご当地グルメ食べ比べ 」が鉄旅 OF THE YEAR　旅行会社部門準グランプリ受賞[16][17]。
  - 3月 - 古川営業所と新居浜営業所の2店舗を統合移転[18][19]。
  - 5月 - 富山営業所を統合移転[20]。
  - 9月22日 - ツアーコンダクター・オブ・ザ・イヤー2017で準グランプリ受賞[21]。
  - 12月 - 彦根営業所を統合移転。
- 2018年（平成30年）
  - 1月 ‐ 金沢営業所・北九州営業所・長崎営業所の3店舗が同時に店舗統合。
  - 2月7日 -「出発進行!読売旅行貸切　銚子電鉄七夕列車と　銚子・夏のおもてなし 」が鉄旅 OF THE YEAR　旅行会社部門準グランプリを受賞[22]。
  - 3月 - 福知山営業所、大津営業所・さくら阪神営業所・姫路営業所、神戸営業所・泉州営業所、立川営業所・横浜営業所・埼玉営業所・千葉営業所、柏営業所をそれぞれ統合。
  - 4月 - 椙山女学園大学文化情報学科阿部純一郎准教授の3年生ゼミと産学連携プロジェクトを開始[23]。
  - 4月26日 - ホームページデザインを一新。乗車場所検索、予約サポート機能が追加された。
  - 7月 - 徳山営業所・久留米営業所・熊本営業所・鹿児島営業所を統合。
  - 9月20日 - ツアーコンダクター・オブ・ザ・イヤー2018で奨励賞を受賞。
  - 12月 - 甲府営業所・水戸営業所・郡山営業所・新潟営業所、福山営業所・高松営業所をそれぞれ統合。
- 2019年（平成31年）1月 - 岡山営業所・中四国予約センターを開設。鳥取営業所を移転。団体専用窓口を開設。
- 2020年（令和2年）10月22日 - 10月中旬に実施した北海道ツアーの参加者と乗務員計41人のうち、12人（後に14人に増加）の新型コロナウイルス感染が確認されたと発表。参加者に記入・提出を求めている「健康チェックシート」で体調不良を訴えていたにもかかわらず、添乗員が見落としていた。との報道がなされた[24]。

## 役員人事
- 2012年度読売旅行　役員人事報道（脚注参照）[25]
- 2013年度読売旅行　役員人事報道（脚注参照）[26]
- 2015年度読売旅行　役員人事報道（脚注参照）[27]
- 2016年度読売旅行　役員人事報道（脚注参照）[28]
- 2017年度読売旅行　役員人事報道（脚注参照）[29]
- 2018年度読売旅行　役員人事報道（脚注参照）[30]

## その他
- 統合移転とは現有店舗を閉鎖し、移転して近隣店舗と統合すること。
- 読売旅行のイメージキャラクターとして植田まさしの漫画『コボちゃん』が採用されたことがある。
- 2005年に「近畿日本ツーリスト」と、国内・海外旅行商品の販売提携を結ぶ[31]。
- 2005年に「楽天トラベル」宿泊予約業務で提携を結ぶ[32]。
- 社団法人「日本外航船協会」が開催した「クルーズ・オブ・ザ・イヤー」2008 にて優秀賞を受賞。
- 地方自治体とのタイアップでは、モニターツアーなどを実施[33]。
- 計測器メーカー「タニタ」とタイアップし、健康チェックやウォーキングセミナーなどを行う宿泊バスツアー[34]を2012年度より開始。
- 2012年に結婚相手紹介サービス「ツヴァイ」とコラボレーションした「クラブチャティオ婚活バスツアー」を企画・販売。
- グループ企業として観光バスを運行する「株式会社読売観光バス」があったが、2012年3月に事業を廃止した[35]。東京都板橋区にあった車庫跡はアルピコ交通の東京営業所となった。また最終在籍車は夕張鉄道や南国交通で再使用されている。

## 読売旅行グループ
- 旅行読売出版社